# 33480 Bartolucci
33480 Bartolucci este un asteroid din centura principală de asteroizi.

## Descriere
33480 Bartolucci este un asteroid din centura principală de asteroizi. A fost descoperit pe 4 aprilie 1999 la San Marcello Pistoiese de Luciano Tesi și Maura Tombelli. Asteroidul prezintă o orbită caracterizată de o semiaxă mare de 2,47 ua, o excentricitate de 0,14 și o înclinație de 4,6° în raport cu ecliptica.